# The Electric Age
The Electric Age es el decimosexto álbum de estudio de la banda de thrash metal estadounidense Overkill, lanzado en marzo de 2012 por Nuclear Blast.

## Lista de canciones
Todas las canciones escritas y compuestas por Verni and Ellsworth. 
| N.º | Título                      | Duración |  |
| 1.  | «Come and Get It»           | 6:17     |  |
| 2.  | «Electric Rattlesnake»      | 6:19     |  |
| 3.  | «Wish You Were Dead»        | 4:19     |  |
| 4.  | «Black Daze»                | 3:55     |  |
| 5.  | «Save Yourself»             | 3:43     |  |
| 6.  | «Drop the Hammer Down»      | 6:25     |  |
| 7.  | «21st Century Man»          | 4:12     |  |
| 8.  | «Old Wounds, New Scars»     | 4:11     |  |
| 9.  | «All Over but the Shouting» | 5:30     |  |
| 10. | «Good Night»                | 5:36     |  |

### Créditos
- Bobby "Blitz" Ellsworth – voz
- Dave Linsk – guitarra
- Derek Tailer – guitarra
- D.D. Verni – bajo
- Ron Lipnicki – batería